# Josh Sharma
Joshua Henry „Josh” Sharma (ur. 28 września 1996 w Lexington) – amerykański koszykarz występujący na pozycji środkowego, obecnie zawodnik Trefla Sopot.
W latach 2013–2014 wystąpił trzykrotnie w turnieju Adidas Nations, zdobywając brązowy medal w 2014.
W 2019 reprezentował Utah Jazz podczas rozgrywek letniej ligi NBA w Las Vegas i Salt Lake City.
22 września 2020 zawarł umowę ze Startem Lublin. 28 grudnia opuścił klub.
2 stycznia 2021 został zawodnikiem hiszpańskiego Montakitu Fuenlabrada. 3 sierpnia 2021 dołączył do Trefla Sopot.

## Osiągnięcia
Stan na 17 kwietnia 2022, na podstawie, o ile nie zaznaczono inaczej.
NCAA
- Uczestnik:
  - rozgrywek Sweet Sixteen turnieju NCAA (2014)
  - meczu gwiazd National Association of Basketball Coaches College (2019)
- Zaliczony do składu honorable mention Pac-12 (2019)
- 2. miejsce w głosowaniu na nagrodę - Największy postęp konferencji Pac-12 (2019)
- Zawodnik tygodnia Pac-12 Player (31.12.2018, 18.02.2019)

Drużynowe
- Finalista Pucharu Belgii (2020)
- Uczestnik rozgrywek FIBA Europe Cup (2019/2020)

Indywidualne
- Zaliczony do I składu kolejki EBL (8 – 2020/2021, 18, 28 – 2021/2022)[7][8][9]
- Lider EBL w średniej bloków (2022 – 2,37)[10]